# Караново VI
Караново VI (Karanowo VI) e име на култура от късната камено-медна епоха, част от Карановската култура на Карановската селищна могила в Тракия, една от най-старите в Европа, разположена на площ от 24 000 м² или 24 дка.
Намира се в севернозападната част на село Караново в община Нова Загора, област Сливен в Югоизточна България. На 10 км източно се намира следващият град Сливен. На 5 км северно се намира пътят Стара Загора – Нова Загора, част от пътя София – Пловдив – Бургас.
Разкопките на Карановската могила разкриват праисторическите култури от 7000 пр.н.е. до 2000 пр.н.е.
Обектът Караново VI обхваща останки от късната медна епоха, от около 4500 – 4000 пр.н.е.
Културата Караново VI се смесва с културата Cucuteni на левия бряг на Дунав (в Голяма Валахия Мунтения) в конгломерат. Оставя следи в некропола Варна.
Съществуват общо седем пласта на култура Караново. Под пласт Караново I не са намерени следи от заселение.
Караново I и II: ранна новокаменна епоха (Neolithikum) ок. 6200-5500 пр.н.е.
Караново III – IV: късна новокаменна епоха, ок. 5500-4950 пр.н.е.
Караново: V/Марица: ранна медна епоха (Chalkolithikum, Äneolithikum), ок. 4950 – 4500 пр.н.е.
Караново VI: късна медна епоха, ок. 4500 – 4000 пр.н.е.
Караново VII: ранна бронзова епоха, ок. 4000 – ? пр.н.е.
От юни 2010 г. източната част на Караново има погребална могила, която е достъпна за туристи.